# Piña colada (singolo)
Piña colada è un singolo della cantante italiana Margherita Vicario, pubblicato il 10 luglio 2020 su etichetta Island Records.
Il brano, che vede la partecipazione del rapper Izi, trae il nome dal cocktail omonimo.

## Video musicale
Il videoclip del brano, girato all'idroscalo di Ostia e diretto da Francesco Coppola, è stato pubblicato il 13 luglio 2020 sul canale YouTube della cantante.

## Tracce
Testi di Margherita Vicario e Diego Germini, musiche di Dade.
1. Piña colada (feat. Izi) – 3:26